# Королівка (Вінницький район)
Королі́вка — село в Україні, у Липовецькій міській громаді Вінницького району Вінницької області. Населення становить 149 осіб.

## Історія
12 червня 2020 року, розпорядженням Кабінету Міністрів України № 707-р «Про визначення адміністративних центрів та затвердження територій територіальних громад Вінницької області», Щасливська сільська рада об'єднана з Липовецькою міською громадою.
19 липня 2020 року, в результаті адміністративно-територіальної реформи та ліквідації Липовецького району, село увійшло до складу Вінницького району.